# Drive North
Drive North — третій студійний альбом американського рок-гурту SWMRS, виданий 16 лютого 2016, на власному лейблі, Uncool Records. Альбом також перевиданий на лейблі Fueled By Ramen 14 жовтня 2016, де було додано пісні «Palm Trees» та «Lose It». Це перший студійний альбом та другий реліз після зміни назви гурту на SWMRS в кінці 2014. Це перший альбом для басиста Себа Мюллера та гітариста Макса Беккера, який раніше грав на бас-гітарі. Також це перший незалежний реліз та перший альбом де продюсером не є Біллі Джо Армстронг.

## Передісторія
Гурт розпочав запис у середині 2015 разом з вокалістом гурту FIDLAR Zac Carper в якості продюсера. Перший сингл з альобму, «Silver Bullet», був виданий 5 лютого 2015. Пісня початково мала бути частиною скасованого міні-албому EP «Silver Bullet/Palm Trees». Два сингла з альбому, «Miley» і «Uncool», були видані 8 вересня 2015. Гурт оголосив про вихід альбому 7 листопада 2015 та видав четвертий сингл альбому «Figuring it Out». П'ятий сингл альбому, «Drive North», був виданий 29 січня 2016. Згодом альбом був перевиданий на лейблі Fueled By Ramen, де було додано ще дві нові пісні «Palm Trees» та «Lose It».

## Список композицій
| #   | Назва                   | Тривалість |
| --- | ----------------------- | ---------- |
| 1.  | «Harry Dean»            | 2:49       |
| 2.  | «BRB»                   | 3:29       |
| 3.  | «Miss Yer Kiss»         | 3:11       |
| 4.  | «Turn Up»               | 2:35       |
| 5.  | «Figuring It Out»       | 3:57       |
| 6.  | «Ruining My Pretending» | 3:15       |
| 7.  | «Uncool»                | 2:44       |
| 8.  | «Miley»                 | 4:13       |
| 9.  | «D'You Have a Car?»     | 3:18       |
| 10. | «Hannah»                | 2:45       |
| 11. | «Silver Bullet»         | 3:13       |
| 12. | «Drive North»           | 3:22       |
| 13. | «Palm Trees»            | 3:05       |
| 14. | «Lose It»               | 4:00       |

## Учасники запису
SWMRS
- Коул Беккер — вокал і бек-вокал, ритм-гітара, клавішні, синтезатор
- Макс Беккер - вокал, гітара
- Себастіан Мюллер - бас-гітара, бек-вокал
- Джоуві Армстронг - ударні, перкусія, бек-вокал

Студійні записи
- Zac Carper - продюсер
- Jeff Ellis - змішування
- Igor Druda Imhof - помічник інженера

## Чарти
| Чарт (2016)                            | Пікова позиція |
| -------------------------------------- | -------------- |
| США Top Heatseekers Albums (Billboard) | 15             |
| США Independent Albums (Billboard)     | 50             |